# Nuevo Milenio, Ostuacán
Nuevo Milenio är en ort i Mexiko.   Den ligger i kommunen Ostuacán och delstaten Chiapas, i den sydöstra delen av landet, 700 km öster om huvudstaden Mexico City. Nuevo Milenio ligger 145 meter över havet och antalet invånare är 292.
Terrängen runt Nuevo Milenio är huvudsakligen kuperad. Nuevo Milenio ligger nere i en dal. Runt Nuevo Milenio är det ganska glesbefolkat, med 35 invånare per kvadratkilometer. Närmaste större samhälle är Ostuacán, 0,91 km väster om Nuevo Milenio. I omgivningarna runt Nuevo Milenio växer huvudsakligen savannskog.